# Siegfried Anzinger

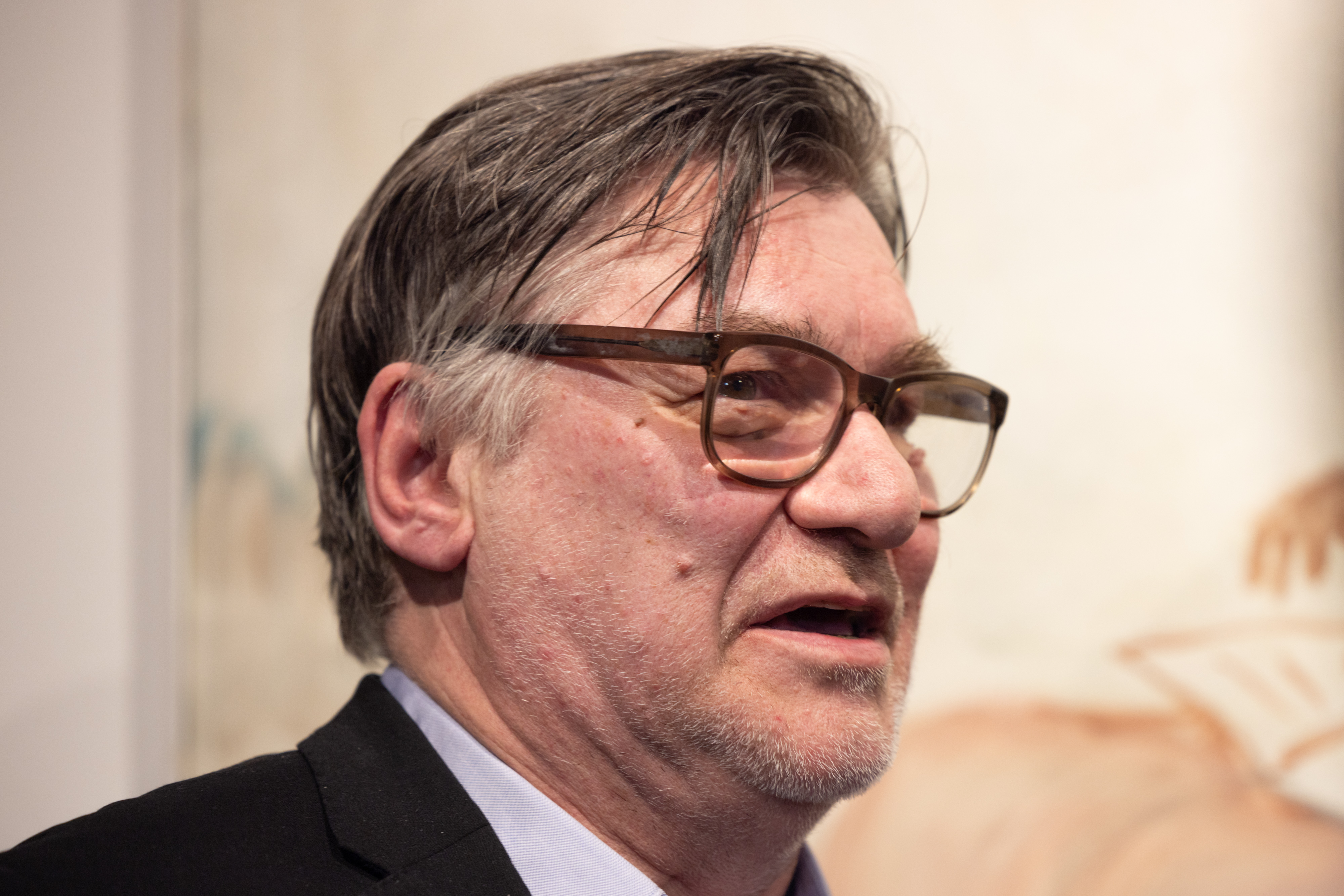
Siegfried Anzinger (2023)

Siegfried Anzinger (* 25. Februar 1953 in Weyer) ist ein österreichischer Maler, Graphiker und Plastiker. Er zählt zu den Begründern der „Neuen Wilden“.

## Leben

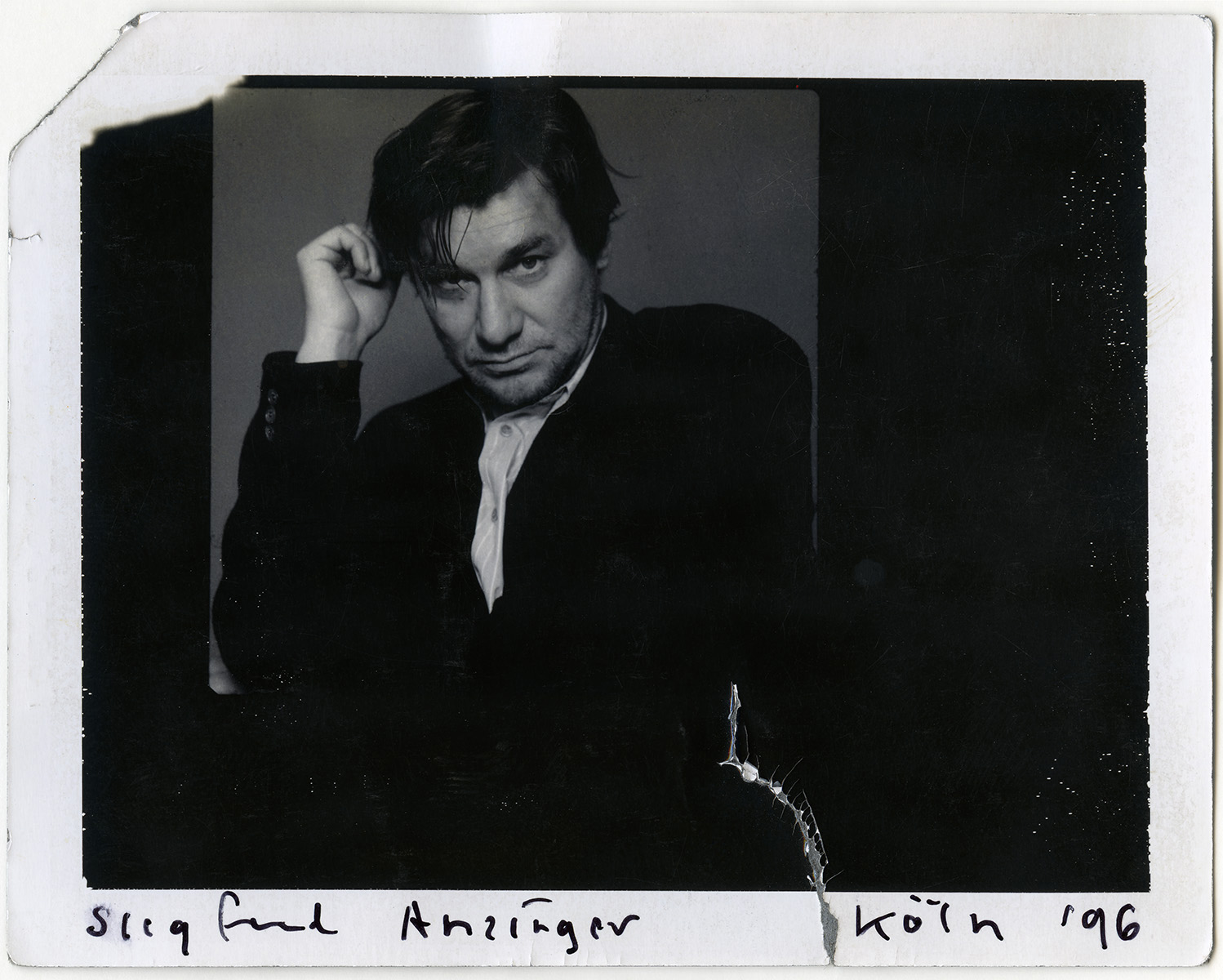
Siegfried Anzinger fotografiert von Oliver Mark, Köln 1996

Siegfried Anzinger studierte von 1971 bis 1977 an der Akademie der bildenden Künste Wien bei Maximilian Melcher. Im Jahr 1981 übersiedelte er nach Köln. 1998 erhielt er eine Professur für Malerei an der Kunstakademie Düsseldorf. Anzinger lebt und arbeitet in Wien und Köln. Im Jahr 2013 wurde er in die Nordrhein-Westfälische Akademie der Wissenschaften und der Künste gewählt.
Die Werke des Malers Siegfried Anzinger suggerieren einen Eindruck von Schnelligkeit und Spontaneität. Ihre Ausführung wird von einer spielerischen Leichtigkeit und Unmittelbarkeit bestimmt, die auf das „non-finito“ hinweist, das dem Maler in besonderem Maße wichtig ist. Das Moment des „Unfertigen“ wird ebenfalls in der technischen Ausführung seiner Arbeiten evident: Immer wieder werden seinen Gemälden neue Farbschichten hinzugefügt, sodass ein Bildträger bis zu zwanzig Malschichten aufweisen kann.
Waren Anzingers frühe Arbeiten stark gestisch und expressiv, nimmt er sich in späteren Werken eher zurück. Er arbeitet bewusst in Serien und malt parallel an drei bis vier Bildern.
Anzingers bevorzugtes Mittel ist die Leimfarbe, eine dünne, transparente Farbe. Allerdings ist diese, wenn einmal aufgetragen, nicht mehr korrigierbar. Die Komposition muss daher in einem Zug gelingen. Durch die besonderen Eigenschaften dieses Mediums eignete sich der Künstler eine große kompositorische Sicherheit an. Wenn Anzinger dennoch einmal mit einer entstehenden Arbeit nicht zufrieden ist, nimmt er die Leimfarbe ganz ab und beginnt neu.
Seit etwa 2000 dominieren vier Bildthemen die Arbeiten des Künstlers: Tiere, Madonnen, Schöpfungsgeschichten und erotische Darstellungen. Die neuesten Arbeiten zeigen Linienreste oder Farbreize, die der Künstler zu neuen Formen und Figurationen formt.
Auch ein parodistischer Zug lässt sich in Anzingers Arbeiten erkennen, so insbesondere in seinem Gemälde „Erschaffung einer Ente“ (2001), in dem der Künstler den Schöpfungsmythos aufs Korn nimmt. Hier nimmt er nicht nur Anlehnungen an die Kunstgeschichte, sondern baut in das Bild seine eigenen Bedeutungsträger ein, wie zum Beispiel die Badewanne, die für den Künstler den Rang eines rituellen Gegenstandes hat.

## Zitat
„Ich habe festgestellt, dass die Form am stärksten wirkt in dem Moment unmittelbar vor ihrer Auflösung. Nicht, Unsichtbares sichtbar machen, nein, das Sichtbare fast zur Unsichtbarkeit bringen. Das möchte ich eigentlich. Dorthin, wo man es frei betrachten kann.“

## Auszeichnungen
- 1988: Oskar Kokoschka Preis
- 1990: Preis der Stadt Wien für Bildende Kunst
- 2003: Großer Österreichischer Staatspreis für Bildende Kunst
- 2006: Kulturpreis des Landes Oberösterreich

## Ausstellungen
- 1982 documenta 7, Kassel; Zeitgeist (Ausstellung)
- 1985 Kunstmuseum Basel; Kunstmuseum Bonn
- 1986 Kunsthalle Hamburg
- 1987 Stedelijk Museum voor Actuele Kunst, Gent: „Aktuelle Kunst in Österreich“
- 1988 Biennale Venedig: Österreichischer Pavillon
- 1998 Museum Moderner Kunst, Wien; Secession, Wien: „100 Jahre Wiener Secession“
- 2000 Kunsthalle Bielefeld; Kunsthalle Köln: „Wahre Wunder-Sammlungen der Rheinländer“
- 2002 Sammlung Essl, Wien: „Werke des Künstlerpaares Siegfried Anzinger und Marie Luise Lebschik“
- 2014 Bank Austria Kunstforum, Wien
- 2019 Museum Würth, Künzelsau: „Siegfried Anzinger. Blick zurück und nach vorn“[4]

## Öffentliche Sammlungen
- Deutschland
  - Altana Kulturstiftung im Sinclair-Haus, Bad Homburg
  - Artothek Köln im Haus Saaleck, Köln
  - Kolumba, Köln
  - Kunstmuseum Kloster Unser Lieben Frauen, Magdeburg

- Italien
  - Terrae Motus, Caserta

- Österreich
  - Österreichische Galerie Belvedere, Wien
  - Generali Foundation, Wien
  - Museum der Moderne Salzburg
  - Neue Galerie Graz
  - Sammlung Essl, Klosterneuburg
  - Volpinum Kunstsammlung, Wien